# Enrique Labo Revoredo
Enrique Labo Revoredo (Lima, 2 de marzo de 1939-2 de julio de 2014) fue un árbitro de fútbol peruano.

## Trayectoria
Fue conocido por haber arbitrado el partido entre Alemania Federal y Argelia en la Copa Mundial de 1982 en España. También arbitró en los Juegos Olímpicos de Moscú 1980.